# الآنسة فرح (مسلسل)
الآنسة فرح (بالإنجليزية: Miss Farah) هو رومانسي كوميدي درامي وهجائية عربية، من إنتاج "إس للانتاج الفني والإعلامي"، مقتبس عن المسلسل الأمريكي جين العذراء، الذي تم بثه لمدة خمسة مواسم على قناة ذا سي دبليو في الولايات المتحدة منذ عام 2014، نفسه مبني على المقتبس بدوره من تيلينوفيلا الفنزويلية لعام 2002، جين العذراء. أدى دور البطولة أسماء أبو اليزيد في دور فرح، وهي عذراء متدينة لاتينية تبلغ من العمر 23 عامًا حملت بعد تلقيح اصطناعي عرضي على يد طبيب أمراض النساء. كما يسخر المسلسل بذكاء من الاستعارات والأجهزة الشائعة الموجودة في التيلينوفيلا.
عرض في 5 مواسم على قناة إم بي سي 4 ومنصة شاهد من 29 ديسمبر 2019 إلى 5 يونيو 2022.[بحاجة لمصدر]
بدءًا من الحلقة الرابعة من الموسم الثالث، تم تعديل بطاقة عنوان المسلسل التي تظهر على الشاشة، مع شطب كلمة "الآنسة" لصالح استبدال كوميدي يتوافق مع كل حلقة. وهذا يعكس القصة التي لم تعد فيها فرح عذراء.
في حفل توزيع جوائز الغولدن غلوب السابع والسبعون، تم ترشيح الآنسة فرح لجائزة أفضل مسلسل - موسيقي أو كوميدي, حصل على جائزة بيبودي، وأسماء أبو اليزيد فازت بالجائزة أفضل ممثلة - مسلسل تلفزيوني موسيقي أو كوميدي. تم اختياره أيضًا كأحد أفضل 11 برامج تلفزيونية لعام 2019 بواسطة معهد الفيلم الأمريكي.
وفي الحفل ترشحت "الآنسة فرح" لجائزة جوائز الدراما العربية، وأسماء أبو اليزيد فازت بجائزة في جوائز صناع الترفيه, تم ترشيح مسلسل "الآنسة فرح" لجائزة The Joy Awards لأفضل مسلسل تلفزيوني موسيقي أو كوميدي.[بحاجة لمصدر]
في 2 أبريل 2022، جددت قناة MBC 4 وشاهد VIP المسلسل لالموسم الخامس والأخير، والذي سيعرض في 8 مايو 2022.
تم إطلاقه بواسطة Universal Music في 16 يوليو 2020 و 24 يوليو 2020, Universal Music Group، Universal Arabic Music وRepublic Records, مع فيديو موسيقي مصاحب. تم إصدار الفيديو الموسيقي لأغنية "يا ليل" (من الآنسة فرح) لراماج الأغنية من إخراج وائل فرج وأحمد الجندي، وتم إصدارها في 19 يوليو 2020. وتم إصدار الفيديو الموسيقي لأغنية "أهواك" (من الآنسة فرح) لأبو الأغنية من إخراج وائل فرج وأحمد الجندي، وتم إصدارها في 25 يوليو 2020.

## القصة
فرح تعمل نادلة في فندق، تتعرض لحادث يغير حياتها. أما والدتها فصغيرة في العمر لزواجها المبكر، ما يجعل فارق السن بينهما صغير.

## تجديد المسلسل
في 2 أبريل 2022، جددت قناة MBC 4 وشاهد VIP المسلسل لموسم خامس وأخير، الذي تم عرضه لأول مرة في 8 مايو 2022.

## الممثلون

### الشخصيات الرئيسية
- أسماء أبو اليزيد بدور فرح
- لوجي بدور فرح الشابة
- رانيا يوسف بدور دلال (ديدا)
- أحمد مجدي بدور شادي وهدان
- هبة عبدالعزيز بدور نادين
- عارفة عبدالرسول بدور ماجدة (جوجو)
- محمد الكيلاني بدور طارق/حمزة[ب] [ج]
- تامر فرج بدور ماجد الألفي
- آدم وهدان بدور فريد
- جورج عزمي (المواسم 1-2) / أحمد الجارحي (المواسم 3-5) بصوت الراوي عاشق اللاتينية

## الحلقات والمواسم

### نظرة عامة
| الموسم | الموسم | عدد الحلقات | العرض الأول    | العرض الأول    |
| الموسم | الموسم | عدد الحلقات | بداية الموسم   | نهاية الموسم   |
| ------ | ------ | ----------- | -------------- | -------------- |
|        | 1      | 22          | 29 ديسمبر 2019 | 27 يناير 2020  |
|        | 2      | 22          | 15 نوفمبر 2020 | 14 ديسمبر 2020 |
|        | 3      | 22          | 8 مارس 2021    | 6 أبريل 2021   |
|        | 4      | 22          | 30 أكتوبر 2021 | 28 نوفمبر 2021 |
|        | 5      | 22          | 8 مايو 2022    | 5 يونيو 2022   |

## الإنتاج

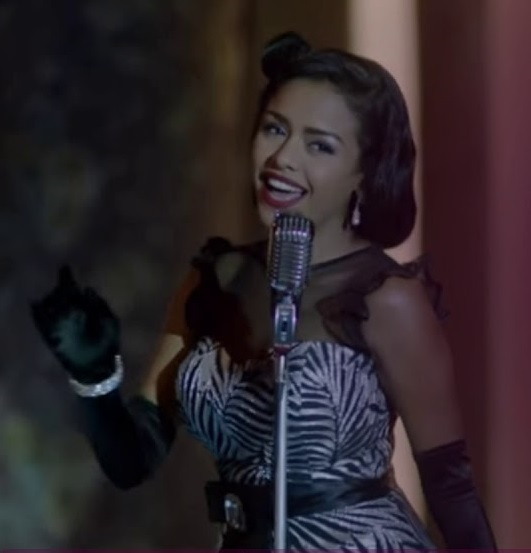
أسماء أبو اليزيد يصور دور العنوان.

في 27 يونيو 2018، أعلنت قناة إم بي سي 4 أنها تخطط لإصدار عرض جديد يعتمد على قصة المسلسل في نهاية يونيو 2018، أعلنت قناة إم بي سي 4 أنها ستقتبس المسلسل عبارة عن نسخة جديدة من المسلسل التلفزيوني الأمريكي جين العذراء، وهي دراما كوميدية تدور حول بطلة الرواية، التي حافظت على عذريتها قبل الزواج. المسلسل الأمريكي نفسه مبني على تيلينوفيلا الفنزويلية لعام 2002، جين العذراء. وتم زيادة عدد الحلقات إلى 22 حلقة في 29 ديسمبر 2019. وفي يناير 2020 تم تجديد المسلسل لموسم ثان. في 23 فبراير 2019، أُعلن أن أبو اليزيد سيلعب دور فرح. في 8 مايو 2019، خلال عروض إم بي سي 4 لعام 2019-2020، تم اختيار المسلسل رسميًا. وفي 18 يوليو 2019، أصدرت قناة إم بي سي 4 مقطعًا دعائيًا موسعًا. في 8 أغسطس 2019, تم الإعلان عن انضمام هبة داغر و هدى مجد إلى المسلسل باسم ميريام على التوالي, محامٍ سابق، والمحقق النقيب نهاد, محقق شرطة ومنافس لشخصية كيلاني. في 10 أغسطس 2019، تم الإعلان الرسمي عن انضمام الممثل مصطفى الريدي إلى المسلسل باسم رامز. تم تصوير المسلسل على soundstages في القاهرة وتم تصوير الحلقة التجريبية في الحلقة الأولى في شرم الشيخ. في 29 ديسمبر 2019، تم منح العرض طلبًا لموسم كامل. في 11 يناير 2020، تم تجديد العرض للموسم الثاني، ومن المقرر أن يتم بثه خلال الموسم التلفزيوني 2020–21. تم عرض موسمه الثاني لأول مرة في 15 نوفمبر 2020. وفي 11 ديسمبر 2020، تم تجديد العرض لموسم ثالث، والذي تم عرضه لأول مرة في 8 مارس 2021. تم تجديد العرض للموسم الرابع، ومن المقرر أن يتم بثه خلال الموسم التلفزيوني 2021–22. في 8 يناير 2021, وفي 21 يونيو 2021، جددت قناة إم بي سي 4 وشاهد VIP المسلسل لموسم رابع. والذي تم عرضه لأول مرة في 30 أكتوبر 2021. وفي 2 أبريل 2022، جددت قناة إم بي سي 4 وشاهد VIP المسلسل لموسم خامس وأخير، والذي تم عرضه لأول مرة في 8 مايو 2022.

## قائمة الأغاني
| #  | عنوان                                 | غناء                            | المدة |
| -- | ------------------------------------- | ------------------------------- | ----- |
| 1. | "مليان حكايات يا ليل" (مع نيكي ميناج) | راماج                           | 4:00  |
| 2. | "أهواك"                               | أبو                             | 4:28  |
| 3. | "الفرح (يا بخته بيا)"                 | أسماء أبو اليزيد ،محمد الكيلاني | 4:00  |

## البث
عرضت كل من قناة دبي وان وقناة إم بي سي 4 المسلسل في الوطن العربي، ولا تزالان تعرضان إعادته من فترة لأخرى سنويا.تم عرض مسلسل "الآنسة فرح" لأول مرة على قناة إم بي سي 4 في 29 ديسمبر 2019، خلال الموسم التلفزيوني 2019–20. فريدة من نوعها لقناة إم بي سي 4، فهي البرنامج الوحيد على الشبكة الذي يتميز بـاللغة الإنجليزية مسار صوتي على قناة برمجة الصوت الثانوية؛ ومع ذلك، وبما أن العديد من محطات إم بي سي 4 عادة لا تحمل قناة SAP بسبب عدم الحاجة إليها، فإن هذا أكثر محدودية من الشبكات الرئيسية التي يتطلبها هيئة الاتصالات الفيدرالية أن يكون لها قناة SAP لـخدمة الفيديو الوصفي المسار، الذي لا يُطلب من قناة إم بي سي 4، باعتبارها شبكة ثانوية، أن تحمله.

### الجوائز والترشيحات
وقد تم الاعتراف بالعرض من قبل الGrammy Awards، People's Choice Awards، Golden Globe Awards، Critics' Choice Awards, الPrimetime Emmy Awards, و الImage Awards وكذلك تكريم من الAmerican Film Institute و الGeorge Foster Peabody Awards. كجزء من جائزة غرامي حصلت على أفضل أداء بوب ثنائي/مجموعة، لتصبح أول تعاون نسائي يفوز هذه الجائزة.
| سنة  | جائزة                         | فئة                                          | المرشح (المرشحون)                   | نتيجة |
| ---- | ----------------------------- | -------------------------------------------- | ----------------------------------- | ----- |
| 2019 | America Film Institute Award  | برنامج AFI التلفزيوني لهذا العام             | الآنسة فرح                          | فوز   |
| 2020 | People's Choice Award         | الكوميديا التلفزيونية الجديدة المفضلة        | الآنسة فرح                          | فوز   |
| 2020 | جوائز غولدن غلوب              | أفضل مسلسل - موسيقي أو كوميدي                | الآنسة فرح                          | رُشِّح   |
| 2020 | جوائز غولدن غلوب              | أفضل ممثلة - مسلسل تلفزيوني موسيقي أو كوميدي | أسماء أبو اليزيد                    | فوز   |
| 2020 | جائزة بيبودي                  | المكرم                                       | الآنسة فرح                          | فوز   |
| 2020 | جوائز اختيار الأطفال نكلوديون | نجم التلفزيون المفضل                         | تامر فرج و أحمد مجدي                | رُشِّح   |
| 2020 | جوائز اختيار الأطفال نكلوديون | نجمة التلفزيون المفضلة                       | أسماء أبو اليزيد                    | رُشِّح   |
| 2020 | جوائز اختيار الأطفال نكلوديون | البرنامج التلفزيوني المفضل                   | الآنسة فرح                          | رُشِّح   |
| 2020 | جائزة اختيار النقاد للتلفزيون | أفضل مسلسل كوميدي                            | الآنسة فرح                          | رُشِّح   |
| 2020 | جائزة اختيار النقاد للتلفزيون | أفضل ممثلة في مسلسل كوميدي                   | أسماء أبو اليزيد                    | رُشِّح   |
| 2020 | جائزة اختيار النقاد للتلفزيون | أفضل ممثل مساعد في مسلسل كوميدي              | تامر فرج                            | رُشِّح   |
| 2020 | جائزة إيمي                    | الراوي المتميز                               | جورج عزمي                           | رُشِّح   |
| 2020 | International Drama Award     | أفضل مسلسل قصير                              | الآنسة فرح                          | رُشِّح   |
| 2020 | International Drama Award     | أفضل ممثلة                                   | أسماء أبو اليزيد                    | رُشِّح   |
| 2020 | International Drama Award     | أفضل مخرج                                    | أحمد الجندي وائل فرج                | رُشِّح   |
| 2020 | جوائز إيميج السينمائية        | أفضل أفضل ممثلة رئيسية في مسلسل كوميدي       | أسماء أبو اليزيد                    | رُشِّح   |
| 2020 | جوائز إيميج السينمائية        | الكتابة المتميزة في مسلسل كوميدي             | جيني سنايدر أورمان                  | رُشِّح   |
| 2020 | جوائز إيميج السينمائية        | أفضل إخراج في مسلسل كوميدي                   | أحمد الجندي وائل فرج                | رُشِّح   |
| 2020 | جوائز إم تي في                | أفضل قصة عربية                               | الآنسة فرح                          | رُشِّح   |
| 2020 | جوائز إم تي في                | أفضل ممثل في العرض                           | أسماء أبو اليزيد                    | رُشِّح   |
| 2021 | جوائز خيار الشعب              | أفضل مسلسل تلفزيوني كوميدي                   | الآنسة فرح                          | رُشِّح   |
| 2021 | جوائز خيار الشعب              | الممثلة الكوميدية التلفزيونية المفضلة        | أسماء أبو اليزيد                    | رُشِّح   |
| 2021 | جوائز إم تي في                | أفضل قبلة                                    | أسماء أبو اليزيد و أحمد مجدي        | رُشِّح   |
| 2021 | جوائز إم تي في                | أفضل لحظة موسيقية                            | أهواك (الآنسة فرح)                  | رُشِّح   |
| 2021 | جوائز إم تي في                | أفضل لحظة موسيقية                            | يا ليل (الآنسة فرح)                 | رُشِّح   |
| 2021 | جوائز غولدن غلوب              | أفضل مسلسل - موسيقي أو كوميدي                | أسماء أبو اليزيد                    | رُشِّح   |
| 2021 | جوائز اختيار الأطفال نكلوديون | البرنامج التلفزيوني المفضل                   | الآنسة فرح                          | رُشِّح   |
| 2021 | جوائز اختيار الأطفال نكلوديون | نجم التلفزيون المفضل                         | تامر فرج                            | رُشِّح   |
| 2021 | جوائز اختيار الأطفال نكلوديون | نجمة التلفزيون المفضلة                       | أسماء أبو اليزيد                    | رُشِّح   |
| 2021 | جائزة اختيار النقاد           | أفضل مسلسل كوميدي                            | الآنسة فرح                          | رُشِّح   |
| 2021 | جائزة اختيار النقاد           | أفضل ممثلة في مسلسل كوميدي                   | أسماء أبو اليزيد                    | رُشِّح   |
| 2021 | جائزة اختيار النقاد           | أفضل ممثل مساعد في مسلسل كوميدي              | تامر فرج                            | رُشِّح   |
| 2021 | جائزة إيمي                    | الراوي المتميز                               | جورج عزمي                           | رُشِّح   |
| 2022 | جوائز غولدن غلوب              | أفضل مسلسل - موسيقي أو كوميدي                | أسماء أبو اليزيد                    | رُشِّح   |
| 2022 | جوائز إم تي في                | أفضل أداء في العرض                           | أسماء أبو اليزيد                    | رُشِّح   |
| 2022 |                               | أفضل إخراج في مسلسل كوميدي                   | أسماء أبو اليزيد ("الفصل الثمانون") | رُشِّح   |
| 2022 | جوائز اختيار الأطفال نكلوديون | البرنامج التلفزيوني المفضل                   | الآنسة فرح                          | رُشِّح   |
| 2022 | جوائز اختيار الأطفال نكلوديون | نجم التلفزيون المفضل                         | تامر فرج                            | رُشِّح   |
| 2022 | جوائز اختيار الأطفال نكلوديون | نجمة التلفزيون المفضلة                       | أسماء أبو اليزيد                    | رُشِّح   |
| 2023 | جوائز اختيار الأطفال نكلوديون | البرنامج التلفزيوني المفضل                   | الآنسة فرح                          | رُشِّح   |
| 2023 | جوائز اختيار الأطفال نكلوديون | نجم التلفزيون المفضل                         | تامر فرج                            | رُشِّح   |
| 2023 | جوائز اختيار الأطفال نكلوديون | نجمة التلفزيون المفضلة                       | أسماء أبو اليزيد                    | رُشِّح   |

## وسائل الإعلام المنزلية
وارنر بروس هوم إنترتنمنت تم إصدار الموسم الأول في الأصل على أقراص دي في دي، لكن المبيعات الضعيفة تسببت في تغيير حقوق التوزيع مع CBS (التوزيع باراماونت هوم إنترتينمنت) يُصدر الآن كل موسم من مسلسل "الأنسة فرح" كأقراص Blu-ray وأقراص دي في دي حسب الطلب حصريًا على أمازون من الآن فصاعدًا بالإضافة إلى إعادة إصدار للموسم الأول حسب الطلب.
| اسم                 | دي في دي       | دي في دي      | Blu-ray        | عدد الحلقات | سمات                                                                                          |
| اسم                 | المنطقة 1      | المنطقة 4     | المنطقة أ      | عدد الحلقات | سمات                                                                                          |
| ------------------- | -------------- | ------------- | -------------- | ----------- | --------------------------------------------------------------------------------------------- |
| الموسم الأول كاملا  | 29 سبتمبر 2020 | 1 مارس 2022   | 13 أكتوبر 2022 | 22          | - الخلق الطاهر – "وراء الكواليس" - التعرف على طاقم الممثلين - بكرة الكمامة - المشاهد المحذوفة |
| الموسم الثاني كاملا | 16 يونيو 2023  | 1 مارس 2023   |                | 22          |                                                                                               |
| الموسم الثالث كاملا | 19 يناير 2023  | 6 سبتمبر 2022 | 19 يناير 2023  | 22          | - المشاهد المحذوفة                                                                            |
| الموسم الرابع كاملا | 3 ديسمبر 2023  | 6 يونيو 2023  |                | 22          |                                                                                               |
| الموسم الخامس كاملا | 28 يوليو 2023  |               |                | 22          |                                                                                               |

## رواية
تم نشر رواية مرتبطة بالكتاب الذي كتبته فرح في العرض. القصة عبارة عن قصة رومانسية تاريخية تدور أحداثها في الغردقة خلال عام 1902. في المسلسل، حبكة الكتاب مستوحاة من قصة حب فرح وطارق.
| عنوان       | نشرت           | الناشر        |
| ----------- | -------------- | ------------- |
| تساقط الثلج | 14 نوفمبر 2021 | سايمون وشوستر |

## المقاطع صوتية
إصدرت مقاطع صوتية مجمعة للموسمين الأولين، بالإضافة إلى ألبومات تحتوي على الموسيقى التصويرية الأصلية للمسلسل بواسطة عادل حقي. الأغنية الرئيسية قام بغنائها راماج مع نيكي ميناج وأبو وأسماء أبو اليزيد ومحمد الكيلاني.

## الملاحظات
1. ↑  المعروف باسم المعتمدة باسم ايلكوت للمواسم 1-2 وكما Propagate Content لمواسم النموذج 3-5.
2. ↑  يُنسب إليه الفضل فقط في الحلقات التي ظهر فيها. في الموسم الثالث يعود الفضل لمحمد الكيلاني كمسلسل منتظم من خلال الحلقة الثانية عشرة وفي الحلقة الثانية والعشرين.
3. ↑  في الموسم الخامس يعود الفضل لمحمد الكيلاني كمسلسل منتظم من خلال الحلقة التاسعة وفي الحلقة العشرين.

## وصلات خارجية
- الموقع الرسمي
- الآنسة فرح على موقع IMDb (الإنجليزية)
- الآنسة فرح على موقع كينوبويسك (الروسية)
- الآنسة فرح على موقع قاعدة بيانات الفيلم (الإنجليزية)